# Sonic Syndicate
Sonic Syndicate és un grup de death metal/metalcore de Falkenberg, Suècia. La banda es va formar el 2002 i es coneixia originalment com Fallen Angels. Tenen una clara influència de bandes de death metal sueques com In Flames i Soilwork.